# Futuro e Libertà per l'Italia
Futuro e Libertà per l'Italia (abbreviato in FLI), detto comunemente Futuro e Libertà,  è stato un partito politico italiano costituitosi il 30 luglio 2010 come gruppo parlamentare a seguito di una scissione interna al Popolo della Libertà e fondato ufficialmente a Milano il 13 febbraio 2011.
Fondato dal Presidente della Camera ed ex leader di Alleanza Nazionale Gianfranco Fini, FLI inizialmente contribuì ai tentativi di formare alternative coalizioni di centro, dapprima con il Nuovo Polo per l'Italia (2010-2012), aderendo in seguito al progetto Con Monti per l'Italia insieme a Scelta Civica e Unione di Centro.
Dopo la sconfitta elettorale del 2013 e il conseguente addio di Fini e di Bocchino, nel novembre 2013 Roberto Menia, che prese le redini del partito, spostò decisamente la posizione di FLI verso destra, partecipando alla fondazione del Movimento per Alleanza Nazionale, unitamente a La Destra, Fiamma Tricolore, Io Sud e altri movimenti di ispirazione conservatrice e nazionalista per la restaurazione della vecchia AN, che però ebbe vita breve.
Nel maggio del 2014 Menia, dichiarata finita l'esperienza di FLI, pose le basi per un nuovo soggetto e nel novembre del 2015 fondò Azione Nazionale, a sua volta confluita con La Destra di Francesco Storace nel Movimento Nazionale per la Sovranità.

## Storia

### Scissione dal Popolo della Libertà
La formazione del nuovo gruppo parlamentare scaturisce dal contrasto di linee politiche sorto tra Silvio Berlusconi, presidente del Popolo della Libertà e presidente del Consiglio, e Gianfranco Fini, cofondatore del PdL e presidente della Camera dei deputati, già presidente di Alleanza Nazionale. 
Il culmine sarà il deferimento ai probiviri di tre fedelissimi di Fini (Italo Bocchino, Fabio Granata e Carmelo Briguglio) e l'approvazione di un documento, redatto dall'Ufficio di Presidenza del Popolo della Libertà (con 33 voti favorevoli e 3 contrari), in cui viene sancita l'incompatibilità di Gianfranco Fini con i principi fondanti del partito e viene affermata la sfiducia verso di lui, anche in qualità di Presidente della Camera.
I fedelissimi di Fini costituiscono quindi il 30 luglio 2010 propri gruppi parlamentari alla Camera e al Senato, contando in totale su 33 deputati e 10 senatori, con capigruppo provvisori rispettivamente Giorgio Conte e Mario Baldassarri; Qualche giorno dopo sono formalizzati gli incarichi con portavoce unico dei gruppi Silvano Moffa, capogruppo alla Camera Italo Bocchino e capogruppo al Senato Pasquale Viespoli.
In parlamento, FLI inizia a stabilire rapporti con l'Unione di Centro, l'Alleanza per l'Italia e il Movimento per le Autonomie, dando vita a quella che Pier Ferdinando Casini definì «un'area di responsabilità nazionale» I giornalisti e gli intellettuali hanno definito questa alleanza tra moderati, un possibile embrione di "terzo polo".

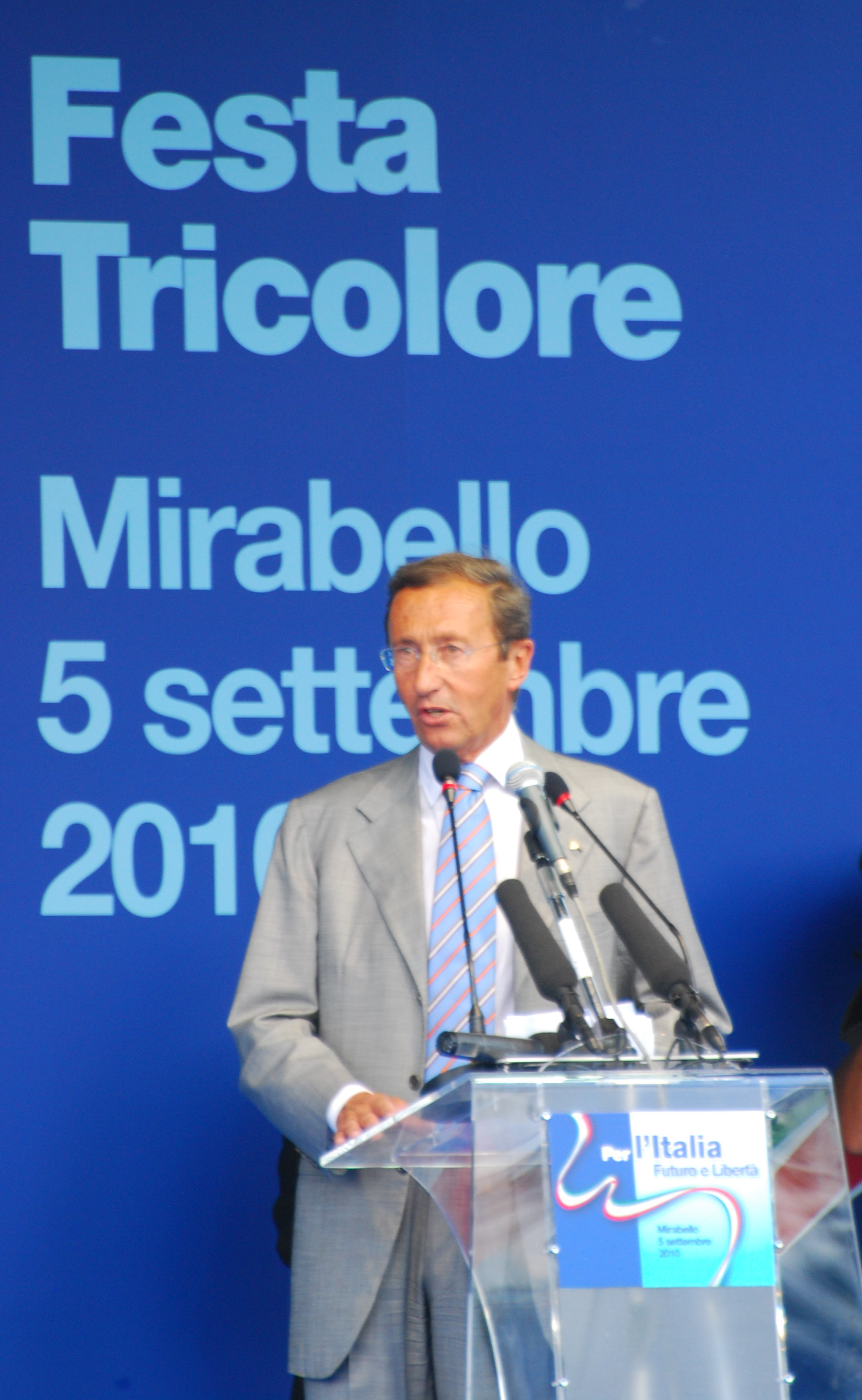
Fini a Mirabello per la Festa Tricolore del 2010

Il 5 settembre 2010, a conclusione della Festa Tricolore a Mirabello (annuale ritrovo politico e culturale della destra italiana), Fini lancia la nascita del nuovo partito, di orientamento liberale e liberal conservatore.
Il 29 settembre 2010 FLI vota la fiducia al Governo Berlusconi IV, risultando, con il suo sostegno, determinante per Berlusconi alla Camera.
Il 5 ottobre 2010, nel corso di una riunione dei gruppi, è stata decisa la trasformazione in partito politico, prevista in un primo tempo per il 27 gennaio 2011, 16º anniversario della Svolta di Fiuggi. Il 10 dicembre successivo è stato annunciato che l'assemblea costituente si terrà invece dall'11 al 13 febbraio 2011. Nel frattempo, il 6 ottobre, su richiesta di Fini, viene designato coordinatore politico-organizzativo del comitato promotore di FLI il deputato e viceministro Adolfo Urso, già coordinatore dei Circoli di Alleanza Nazionale prima del congresso costitutivo di AN a Fiuggi.
Tra settembre e novembre il partito vede l'adesione dei deputati Chiara Moroni, Giampiero Catone, Roberto Rosso e Daniele Toto. Lasciano invece FLI i deputati Souad Sbai e Giuseppe Angeli.
A novembre viene quindi presentato il simbolo provvisorio di FLI, e viene nominato capo della segreteria politica il 3 novembre il deputato siciliano Carmelo Briguglio..

### Fuori dal governo e sfiducia a Berlusconi
Il Manifesto per l'Italia è presentato a Bastia Umbra (PG) alla prima Convention nazionale di Futuro e Libertà del 6 e 7 novembre 2010, dove Fini, davanti a 7 000 aderenti, annuncia il ritiro della delegazione di FLI dal governo e chiede al premier Berlusconi di presentare le dimissioni per formare un nuovo governo per arrivare alla fine della legislatura allargando la maggioranza all'UdC. Andrea Ronchi, Adolfo Urso, Roberto Menia e Antonio Buonfiglio annunciano quindi le proprie dimissioni dagli incarichi governativi.
Il 2 dicembre FLI con UdC, ApI, MpA e LibDem presentano una mozione di sfiducia congiunta nei confronti del Governo Berlusconi IV; il numero dei deputati firmatari aggiunto a quelli di Partito Democratico e Italia dei Valori porterebbero alla caduta di Berlusconi; Giampiero Catone però annuncia che non voterà la sfiducia. Il 14 dicembre 2010 alla Camera dei deputati la sfiducia non viene approvata: 314 votano contro e 311 votano a favore. Determinanti sono state le defezioni finiane di Silvano Moffa, che decide di astenersi, mentre Maria Grazia Siliquini, Catia Polidori e Giampiero Catone, che votano contro. I quattro deputati in seguito decidono di lasciare il partito e passano al gruppo misto.
Il 15 dicembre 2010 Futuro e Libertà aderisce ufficialmente al Polo della Nazione, ridenominata il 25 gennaio 2011 Nuovo Polo per l'Italia nel corso della riunione di Todi, coalizione nata con l'Alleanza per l'Italia, il Movimento per le Autonomie, l'Unione di Centro, i Liberal Democratici, Giorgio La Malfa e Paolo Guzzanti.

### L'assemblea costituente
L'assemblea costituente del partito di FLI è stata celebrata presso Fieramilano l'11, il 12 e il 13 febbraio 2011. Presidente onorario dell'Assemblea Costituente è stato Mirko Tremaglia, Presidente dell'Assemblea Salvatore Tatarella e Segretario Generale Andrea Ronchi.. L'11 viene presentato il nuovo simbolo, senza il nome FINI, che resterà per le campagne elettorali, ma con l'acronimo del partito FLI. Al termine dei lavori è stato approvato il documento programmatico viene eletto all'unanimità Gianfranco Fini come Presidente nazionale di FLI, il quale, però, si autosospende in quanto Presidente della Camera.
Italo Bocchino viene nominato vicepresidente, Roberto Menia coordinatore e Adolfo Urso portavoce. Andrea Ronchi viene eletto Presidente dell'Assemblea Nazionale di FLI e Benedetto Della Vedova capogruppo alla Camera.
Nelle settimane successive al congresso fondativo sono usciti dal partito i senatori Pasquale Viespoli, Maurizio Saia, Giuseppe Menardi e Francesco Pontone. Con l'uscita dei quattro senatori il numero minimo per costituire un gruppo al Senato viene meno e il gruppo di FLI si scioglie. Fuoriescono nel frattempo anche i deputati Roberto Rosso, Luca Barbareschi, Luca Bellotti e Giulia Cosenza.

### Primi appuntamenti elettorali
Le elezioni amministrative della primavera del 2011 sono la prima competizione elettorale a cui il partito di Fini partecipa. Nelle principali città si presenta insieme all'UdC di Casini e all'ApI di Rutelli: i tre partiti candidano a Milano l'esponente di FLI Manfredi Palmeri, che ottiene il 2,69% e diventa consigliere comunale; a Napoli candidano Raimondo Pasquino e FLI elegge un consigliere comunale, Andrea Santoro.
La scelta di non appoggiare il candidato sindaco del PdL Gianni Lettieri a Napoli tuttavia provoca l'uscita dal partito dell'europarlamentare Enzo Rivellini.
Dopo il primo turno delle elezioni amministrative, dal momento che il partito non ha dato indicazioni di voto a favore dei candidati del PdL al ballottaggio, Andrea Ronchi si dimette da Presidente dell'assemblea nazionale. Al suo posto l'assemblea nazionale del partito elegge all'unanimità l'europarlamentare Salvatore Tatarella nuovo presidente.
Dopo la proposta di Angelino Alfano, segretario del PdL, di dare vita a una costituente popolare, e in dissenso con la linea politica del partito, il 9 luglio Adolfo Urso, Andrea Ronchi e Pippo Scalia decidono di trasformare la propria associazione, FareItalia, in movimento politico, uscendo da FLI.
Nel luglio 2011 i sei senatori di Alleanza per l'Italia e i sei senatori di FLI formano insieme il nuovo gruppo denominato "Per il Terzo Polo (ApI-FLI)": Francesco Rutelli è il presidente e il finiano Candido De Angelis è il vicepresidente.
Il 23 settembre 2011 aderisce a FLI il deputato UdC Deodato Scanderebech e il 2 novembre, dopo le dimissioni del senatore Raffaele Stancanelli, gli subentra l'esponente di FLI Nino Strano, che aderisce al gruppo ApI-FLI al Senato.
Nell'ottobre 2011 il Coordinatore Nazionale Roberto Menia nomina due vicecoordinatori: Fabio Granata e Daniele Toto.

### L'appoggio al Governo Monti e le politiche del 2013
A seguito delle dimissioni di Silvio Berlusconi e della caduta del Governo Berlusconi IV, Futuro e Libertà decide di appoggiare il governo tecnico presieduto dal neosenatore a vita Mario Monti.
Quando il 29 dicembre 2012 Mario Monti annuncia la sua ricandidatura come Premier alle elezioni politiche del 2013 a capo di una coalizione denominata Con Monti per l'Italia, Futuro e Libertà, insieme all'UdC decide di aderivi. FLI presenta quindi liste autonome alla Camera con capolista Fini in tutte le circoscrizioni, mentre si presenta nella lista unitaria al Senato e nella Circoscrizione Estero (sia Camera che Senato). FLI ottiene solo lo 0,47% dei consensi su base nazionale, non raggiungendo il quorum necessario per far accedere i propri candidati; lo stesso capolista, Gianfranco Fini, rimane fuori dal Parlamento per la prima volta dopo quasi trent'anni di presenza ininterrotta. L'unico deputato eletto è Mario Caruso, candidato nella Circoscrizione Estero della Camera nella lista unica Con Monti per l'Italia. Al Senato sono eletti invece due candidati di FLI nella lista Con Monti per l'Italia: Benedetto Della Vedova in Lombardia e Aldo Di Biagio nella Circoscrizione Estero.

### Le dimissioni di Fini e la successiva fine del partito
L'8 maggio 2013 l'Assemblea nazionale del partito accetta le dimissioni di Gianfranco Fini dalla presidenza del partito, già presentate all'indomani dell'insuccesso elettorale; con le dimissioni di Fini decade automaticamente anche il vicepresidente nominato, Italo Bocchino.
Il coordinatore nazionale Roberto Menia riceve il mandato dall'Assemblea di assumere le iniziative organizzative, archiviando il partito, per una fase costituente della destra italiana. Intanto già nel marzo 2013 il partito aveva abbandonato la sede nazionale in Via Poli n. 29 per questioni economiche, trasferendosi nella sede di via Sardegna n. 27.
Alcuni dirigenti decidono quindi di lasciare il partito: Fabio Granata aderisce alla nuova formazione ambientalista Green Italia; Carmelo Briguglio decide di entrare in Fratelli d'Italia; Francesco Divella fonda "Puglia Protagonista"; Benedetto Della Vedova e Maria Ida Germontani contribuiscono a fondare Scelta Civica, diventandone il primo portavoce politico e la seconda responsabile per le pari opportunità; gli eletti in Parlamento Aldo Di Biagio e Mario Caruso seguono infine Mario Mauro nei Popolari per l'Italia. Seguirà invece l'alleanza MNS-Lega Nord, Claudio Barbaro.
Il 9 novembre 2013 Roberto Menia, il segretario de La Destra Francesco Storace, il segretario della Fiamma Tricolore Luca Romagnoli, il presidente di Io Sud Adriana Poli Bortone, Domenico Nania in rappresentanza dell'associazioni Nuova Alleanza, Oreste Tofani in rappresentanza di Nazione Sovrana e Antonio Buonfiglio in rappresentanza de Il Popolo della Vita tentano inutilmente di ricostituire Alleanza Nazionale. La Federazione appunto denominata on esiti alla fondazione del Movimento per Alleanza Nazionale avrà tuttavia vita brevissima.
Alle elezioni regionali in Piemonte del 2014 alcuni esponenti locali di Futuro e Libertà si presenta sotto il simbolo di "Destre Unite" unitamente a La Destra di Francesco Storace e alla neonata Destra Sociale di Luca Romagnoli. La lista ottiene però solo lo 0,25% dei voti e non riesce ad eleggere nessun consigliere regionale.
Menia dichiara quindi conclusa l'esperienza di FLI e fonda Azione Nazionale che confluirà nel 2017 nel Movimento Nazionale per la Sovranità di Storace.

## Struttura

### Vertici nazionali
- Presidente: Gianfranco Fini (13 febbraio 2011 – 8 maggio 2013)
- Vicepresidente: Italo Bocchino (13 febbraio 2011 – 8 maggio 2013)
- Coordinatore: Roberto Menia (13 febbraio 2011 – novembre 2015)
- Vicecoordinatori: Aldo Di Biagio e Daniele Toto (13 febbraio 2011 – 8 maggio 2013)
- Portavoce: Silvano Moffa (23 settembre 2010 – 14 dicembre 2010); Benedetto Della Vedova (14 dicembre 2010 – 25 febbraio 2011); Giulia Bongiorno (2012 – novembre 2015)
- Presidente dell'Assemblea nazionale: Andrea Ronchi (13 febbraio 2011 – 18 maggio 2011); Salvatore Tatarella (21 maggio 2011 – 2014)

### Presidenti dei gruppi parlamentari

#### Camera dei deputati
- 4 agosto 2010 – 25 febbraio 2011: Italo Bocchino, vice: Benedetto Della Vedova
- 25 febbraio 2011 – 14 marzo 2013: Benedetto Della Vedova, vice: Carmelo Briguglio

#### Senato della Repubblica
- 29 settembre 2010 – 1º marzo 2011: Pasquale Viespoli, vice: Giuseppe Valditara & Maria Ida Germontani
- 14 luglio 2011 – 14 marzo 2013: Candido De Angelis[54]

#### Parlamento europeo
- 30 luglio 2010 – 15 ottobre 2012: Cristiana Muscardini

### Coordinatori regionali
Il 14 ottobre 2010 l'allora coordinatore Adolfo Urso e l'allora responsabile dell'organizzazione Roberto Menia hanno nominato i coordinatori regionali dei comitati costituenti. Il 13 febbraio 2011 Fini ha proceduto alla riconferma. Nei mesi successivi si è provveduto ad elezione, tramite congressi regionali:
- Piemonte e Val d'Aosta: Deodato Scanderebech;
- Liguria: Enrico Nan;
- Lombardia: Giuseppe Valditara;
- Trentino-Alto Adige: Alessandro Urzì;
- Veneto: Giorgio Conte eletto dal congresso regionale[57];
- Friuli Venezia Giulia: Paolo Ciani;
- Emilia-Romagna: Enzo Raisi;
- Toscana: Angelo Pollina;
- Umbria: Carla Spagnoli;
- Marche: Mario Baldassarri eletto dal congresso regionale[58];
- Lazio: Giulio La Starza;
- Abruzzo: Daniele Toto eletto dal congresso regionale[59];
- Molise: Daniele Toto (commissario);
- Campania: Luigi Muro;
- Puglia: Francesco Divella;
- Basilicata: Egidio Digilio;
- Calabria: Angela Napoli (fino al 24/11/2012);
- Sicilia: Carmelo Briguglio eletto dal congresso regionale[60];
- Sardegna: Ignazio Artizzu:

### Organizzazione giovanile
Generazione Futuro è stato il movimento giovanile di Futuro e Libertà per l'Italia, nata inizialmente come associazione.
- Coordinatore nazionale: Gianmario Mariniello[61]

## Nelle istituzioni

### Presidenti della Camera
- Gianfranco Fini (2010-2013)

### Governo
- Governo Berlusconi IV
- Governo Monti

### Collocazione parlamentare
- Maggioranza (2010)

Governo Berlusconi IV
- Opposizione (2010-2011)

Governo Berlusconi IV
- Maggioranza (2011-2013)

Governo Monti

### Camera dei Deputati
Gruppo Futuro e Libertà per il Terzo Polo
| XVI legislatura |
| --------------- |
| 24 deputati     |

### Senato della Repubblica
Gruppo Per il Terzo Polo (ApI-FLI)
| XVI legislatura |
| --------------- |
| 7 senatori      |

### Parlamento europeo
Gruppo del Partito Popolare Europeo
1. Salvatore Tatarella

Ne hanno fatto altresì parte: Giovanni Collino, Cristiana Muscardini, Enzo Rivellini, Potito Salatto.

## Risultati elettorali
| Elezione       | Elezione | Voti                   | %                      | Seggi |
| -------------- | -------- | ---------------------- | ---------------------- | ----- |
| Politiche 2013 | Camera   | 159.332                | 0,47                   | 1     |
| Politiche 2013 | Senato   | Con Monti per l'Italia | Con Monti per l'Italia | 2     |

## Congressi
- Assemblea Costituente - Milano (Fiera di Rho), 11-13 febbraio 2011 - Futuro e Libertà nasce. Per l'Italia;

## Iscritti
- 2011 - 30.000